# Svetlana Gomboeva
Svetlana Gomboeva (russo:  Светлана Вадимовна Гомбоева; IPA: [svʲɪˈtɫanə ɡɐmˈbo(ɪ̯)ɪvə]; 8 de junho de 1998) é uma arqueira profissional russa, medalhista olímpica.

## Carreira
Gomboeva foi vice-campeã na prova em equipes feminina nos Jogos Olímpicos de Verão de 2020 em Tóquio ao lado de Elena Osipova e Ksenia Perova, conquistando a medalha de prata como representante do Comitê Olímpico Russo.